# Шандор Броді (футболіст)
Шандор Броді (угор. Bródy Sándor, нар. 15 серпня 1884 — пом. 19 квітня 1944) — угорський футболіст, що грав на позиції півзахисника. По завершенні ігрової кар'єри — футбольний тренер. Виступав за клуб «Ференцварош», а також національну збірну Угорщини. Восьмиразовий чемпіон Угорщини як гравець.

## Клубна кар'єра
З 1901 року виступав у складі клубу «Ференцварош». Грав на позиції центрального півзахисника у період домінування клубу на національному рівні. За час виступів Броді у команді «Ференцварош» вісім разів здобував звання чемпіона Угорщини. Шандор не відзначався видатними футбольними здібностями, але був дуже невтомним і працьовитим гравцем, лідером на полі. Проти будь-якого суперника завжди грав на повну силу, був повністю відданим команді. Завдяки цим якостям згодом став капітаном команди.
У 1909 році разом з «Ференцварошем» став переможцем кубка виклику, міжнародного турніру, що проводився для клубів з країн, які входили до складу Австро-Угорщини. «Ференцварош» став першим клубом не з Австрії, що виграв змагання. У фіналу угорська команда із Броді у складі перемогла австрійський «Вінер Шпорт-Клуб» з рахунком 2:1, а переможний гол забив знаменитий бомбардир Імре Шлоссер. Через два роки ці ж команди знову зійшлися у фіналі, але цього разу перемогу святкував «Вінер ШК» (0:3).
Завершив виступи у складі «Ференцвароша» Броді у 1914 році. Але у сезоні 1920-21 зіграв знову у складі команди у двох товариських матчах. Загалом у складі команди зіграв з врахуванням товариських матчів щонайменше 304 матчі і забив 13 голів.

## Виступи за збірну
1906 року дебютував в офіційних матчах у складі національної збірної Угорщини у грі зі збірною Австрії (3:1). Протягом кар'єри у національній команді провів у формі головної команди країни 17 матчів, забивши 1 гол. У 11 поєдинках був капітаном команди. Єдиний гол забив у Москві в товариському матчі зі збірною Росії, що завершився перемогою угорців з рахунком 12:0.
У складі збірної був учасником футбольного турніру на Олімпійських іграх 1912 року у Стокгольмі. На поле не виходив.
У 1903 і 1905 роках також зіграв два матчі у складі збірної Будапешту.

## Кар'єра тренера
Список офіційних тренерів «Ференцвароша» бере свій початок з часу введення професіоналізму у 1926 році. Хоча й раніше у команді були представники, які фактично виконували тренерські функції. Одним з таких був Шандор Броді. Вперше він керував командою у матчах сезону 1920-21. З 1921 по 1923 рік він працював у Швеції в клубі «Гетеборг».
Наприкінці 1923 року повернувся у «Ференцварош», де був неофіційним тренером до 1925 року. З 1926 року наставником команди став Іштван Тот, але Броді залишився у структурі команди. У 1929 році став одним з організаторів турне «Ференцвароша» Південною Америкою. У 1937 році уже офіційно був тренером клубу у двох весняних матчах чемпіонату 1936-37.

## Титули і досягнення
- Чемпіон Угорщини (9):

«Ференцварош»: 1903, 1905, 1906–1907, 1908–1909, 1909–1910, 1910–1911, 1911–1912, 1912–1913
- Володар Кубка Угорщини (1):

«Ференцварош»: 1912–13
- Володар кубка виклику (1):

«Ференцварош»: 1909
- Фіналіст кубка виклику (1):

«Ференцварош»: 1911